# 동해시 (선거구)
동해시는 대한민국의 옛 국회의원 선거구이다. 당시 강원도 동해시 지역을 관할했다.

## 역사
제13대 국회의원 선거를 앞두고 동해시·태백시·삼척군 선거구에서 분리되면서 신설되었다.
제16대 국회의원 선거를 앞두고 삼척시 선거구와 통합되면서 동해시·삼척시 선거구를 이루게 되면서 폐지되었다.

## 역대 국회의원
| 선거   | 정당 | 정당       | 의원   |
| ------ | ---- | ---------- | ------ |
| 1988년 |      | 무소속     | 홍희표 |
| 1989년 |      | 민주정의당 | 홍희표 |
| 1992년 |      | 통일국민당 | 김효영 |
| 1996년 |      | 신한국당   | 최연희 |

## 역대 선거 결과

### 대한민국 제13대 국회의원 선거
|  | 32.39% |

|  | 31.60% |

|  | 15.07% |

|  | 11.61% |

|  | 9.31% |

### 1989년 대한민국 재보궐선거
홍희표 의원의 의원직 상실로 인해 치러진 1989년 대한민국 재보궐선거에서 민주정의당 홍희표 후보가 당선되었다.

### 대한민국 제14대 국회의원 선거
|  | 46.28% |

|  | 34.61% |

|  | 17.67% |

|  | 1.42% |

### 대한민국 제15대 국회의원 선거
|  | 50.26% |

|  | 30.28% |

|  | 14.18% |

|  | 5.25% |